# Siobhan McCrohan
Siobhan McCrohan (29 czerwca 1987) – irlandzka wioślarka.

## Osiągnięcia
- Mistrzostwa Europy – Montemor-o-Velho 2010 – dwójka podwójna wagi lekkiej – 4. miejsce[1].